# Сан-Жуакин-ду-Монти
Сан-Жоакин-ду-Монти (порт. São Joaquim do Monte) — муниципалитет в Бразилии, входит в штат Пернамбуку. Составная часть мезорегиона Сельскохозяйственный район штата Пернамбуку. Находится в составе крупной городской агломерации . Входит в экономико-статистический микрорегион Брежу-Пернамбукану. Население составляет 20 008 человек на 2007 год. Занимает площадь 243 км². Плотность населения — 82 чел./км².
Праздник города — 11 сентября.

## История
Город основан 1 января 1929 года.

## Статистика
- Валовой внутренний продукт на 2005 год составляет 60 629 000 реалов (данные: Бразильский институт географии и статистики).
- Валовой внутренний продукт на душу населения на 2005 год составляет 2828 реалов (данные: Бразильский институт географии и статистики).
- Индекс развития человеческого потенциала на 2000 год составляет 0,571 (данные: Программа развития ООН).

## География
Климат местности: тропический гумидный.